# Гледі Міці
Гледі Міці (алб. Gledi Mici, нар. 6 лютого 1991, Тирана, Албанія) — албанський футболіст, захисник клубу «Скендербеу».
Дворазовий володар Кубка Албанії.

## Ігрова кар'єра
Вихованець футбольної школи клубу «Аполонія». Дорослу футбольну кар'єру розпочав 2007 року в основній команді клубу «Камза», в якій провів три сезони.
2012 року уклав контракт з клубом «Фламуртарі», у складі якого провів наступні три роки кар'єри. Більшість часу, проведеного у складі «Камзи», був основним гравцем захисту команди.
З 2015 року один сезон захищав кольори команди клубу «Кукесі». Тренерським штабом нового клубу також розглядався як гравець «основи».
До складу клубу «Скендербеу» приєднався 2016 року.

## Статистика виступів

### Статистика клубних виступів
| Сезон                  | Команда                | Чемпіонат              | Чемпіонат | Чемпіонат | Національний кубок | Національний кубок | Національний кубок | Континентальні кубки | Континентальні кубки | Континентальні кубки | Інші змагання | Інші змагання | Інші змагання | Усього | Усього |
| Сезон                  | Команда                | Ліга                   | Ігор      | Голів     | Ліга               | Ігор               | Голів              | Ліга                 | Ігор                 | Голів                | Ліга          | Ігор          | Голів         | Ігор   | Голів  |
| ---------------------- | ---------------------- | ---------------------- | --------- | --------- | ------------------ | ------------------ | ------------------ | -------------------- | -------------------- | -------------------- | ------------- | ------------- | ------------- | ------ | ------ |
| 2011–12                | «Камза»                | КС                     | 24+1      | 2+0       | КА                 | 12                 | 0                  | -                    | -                    | -                    | -             | -             | -             | 37     | 2      |
| 2012–13                | «Фламуртарі»           | КС                     | 23        | 0         | КА                 | 7                  | 0                  | ЛЄ                   | 2                    | 0                    | -             | -             | -             | 32     | 0      |
| 2013–14                | «Фламуртарі»           | КС                     | 27        | 1         | КА                 | 5                  | 0                  | -                    | -                    | -                    | -             | -             | -             | 32     | 1      |
| 2014-січ. 2015         | «Фламуртарі»           | КС                     | 15        | 0         | КА                 | 1                  | 0                  | ЛЄ                   | 4                    | 0                    | СА            | 1             | 0             | 21     | 0      |
| Усього за «Фламуртарі» | Усього за «Фламуртарі» | Усього за «Фламуртарі» | 65        | 1         |                    | 13                 | 0                  |                      | 6                    | 0                    |               | 1             | 0             | 85     | 1      |
| січ.-лип. 2015         | «Кукесі»               | КС                     | 11        | 0         | КА                 | 5                  | 0                  | ЛЄ                   | -                    | -                    | -             | -             | -             | 16     | 0      |
| 2015–16                | «Кукесі»               | КС                     | 34        | 1         | КА                 | 7                  | 0                  | ЛЄ                   | 6                    | 0                    | -             | -             | -             | 47     | 1      |
| лип.-серп. 2016        | «Кукесі»               | КС                     | 0         | 0         | КА                 | 0                  | 0                  | ЛЄ                   | 4                    | 0                    | СА            | -             | -             | 4      | 0      |
| Усього за «Кукесі»     | Усього за «Кукесі»     | Усього за «Кукесі»     | 45        | 1         |                    | 12                 | 0                  |                      | 10                   | 0                    |               | 0             | 0             | 67     | 1      |
| 2016–17                | «Скендербеу»           | КС                     | 32        | 0         | КА                 | 6                  | 0                  | -                    | -                    | -                    | СА            | 1             | 0             | 39     | 0      |
| 2017–18                | «Скендербеу»           | КС                     | 0         | 0         | КА                 | 0                  | 0                  | ЛЄ                   | 5                    | 0                    | -             | -             | -             | 5      | 0      |
| Усього за «Скендербеу» | Усього за «Скендербеу» | Усього за «Скендербеу» | 32        | 0         |                    | 6                  | 0                  |                      | 5                    | 0                    |               | 1             | 0             | 44     | 0      |
| Усього за кар'єру      | Усього за кар'єру      | Усього за кар'єру      | 166+1     | 4+0       |                    | 43                 | 0                  |                      | 21                   | 0                    |               | 2             | 0             | 233    | 4      |

## Досягнення
- Володар Кубка Албанії (3):

«Фламуртарі»: 2013-14
«Кукесі»: 2015-16
«Скендербеу»: 2017-18
- Чемпіон Албанії (1):

«Скендербеу»: 2017-18
- Чемпіон Македонії (1):

«Шкендія»: 2018-19
- Володар Суперкубка Косова (1):

«Приштина»: 2020
- Чемпіон Косова (1):

«Приштина»: 2020-21
- Володар Кубка Косова (1):

«Приштина»: 2022-23